# Frank Ching
Frank (Francis D. K.) Ching (nacido en 1943) es un ampliamente reconocido autor de libros sobre arquitectura y gráficos de diseño. Los libros de Ching han sido muy influyentes y continúan modelando el lenguaje visual en todas las ramas de diseño. Es Profesor Emérito en la Universidad de Washington.
Ching nació y vivió su infancia en Hawái. Recibió el título Bachelor of Architecture en la Universidad de Notre Dame en 1966. Tras varios años de práctica, en 1972 se unió a la Universidad de Ohio para enseñar dibujo. Para dar sus clases sobre gráficos arquitectónicos, Ching elaboró notas y dibujos a mano. Casualmente estas notas llegaron al editor Van Nostrand Reinhold, y se publicaron en 1974 en una versión titulada Gráficos Arquitectónicos (actualmente en su 4.ª edición). Ching escribió otros doce libros, incluyendo Building Construction Illustrated y Arquitectura: Forma, Espacio y Orden.
Los impresos de Ching fueron usados por Adobe al diseñar su familia de tipografías Tekton.
Ching fue, durante un tiempo, profesor en la University de Wisconsin-Milwaukee. A fines de 1980 comenzó a enseñar en el Departamento de Arquitectura de la Universidad de Washington. Se convirtió en profesor oficialmente en 1991. Los siguientes quince años, enseñó introducción a la arquitectura y al dibujo arquitectónico. Se retiró en el 2006; actualmente trabaja a media jornada como profesor emérito.
Dio clases como profesor invitado en el Instituto de Tecnología de Tokio en 1990, y en la Universidad de Hong Kong en 1993.
Ching recibió el Título Honorario de Doctor en Diseño, concedido por la Universidad de Nottingham Trent; el Chung Visiting Fellowship, concedido por el New Asia College de la Universidad China de Hong Kong; y una Nominación por la Excelencia en International Architecture Book Publishing.
Ching recibió el Special Jury Commendation en los Cooper-Hewitt National Design Awards de 2007, y un AIA Institute Honor Award for Collaborative Achievement el mismo año. 

## Libros
La siguiente lista incluye los libros de Frank Ching publicados en inglés; muchos de estos libros han sido traducidos a uno o más idiomas.
- Ching, Frank (Francis D.K.), Architectural Graphics, Van Nostrand Reinhold, New York 1975; 2nd ed. 1985; 3rd ed. 1996; 4th ed. John Wiley, New York 2003, ISBN 0-471-20906-6

- Ching, Frank (Francis D.K.), Architecture: Form, Space & Order, Van Nostrand Reinhold, New York 1975, 2nd ed. 1996, 3rd ed. John Wiley, Hoboken 2007; ISBN 0-471-75216-9

- Ching, Frank (Francis D.K.), and Winkel, Steven R., Building Codes Illustrated: A Guide to Understanding the 2000 International Building Code, John Wiley, Hoboken 2003; ISBN 0-471-09980-5

- Ching, Frank (Francis D.K.), and Winkel, Steven R., Building Codes Illustrated: A Guide to Understanding the 2006 International Building Code, John Wiley, Hoboken 2007; ISBN 0-471-74189-2

- Ching, Frank (Francis D.K.), Building Construction Illustrated, Van Nostrand Reinhold, New York 1975, 2nd ed. 1991 (Cassandra Adams, co-author), 3rd ed. John Wiley, New York 2003 (Cassandra Adams, co-author); ISBN 0-471-35898-3

- Ching, Frank (Francis D.K.), with Juroszek, Steven P., Design Drawing, Van Nostrand Reinhold, New York 1998, ISBN 0-442-01909-2

- Ching, Frank (Francis D.K.), Drawing: A Creative Process, Van Nostrand Reinhold, New York 1990, ISBN 0-442-31818-9

- Ching, Frank (Francis D.K.), Jarzombek, Mark M., y Prakash, Vikramaditya, A Global History of Architecture, John Wiley, Hoboken 2007, ISBN 0-471-26892-5

- Ching, Frank (Francis D.K.), and Miller, Dale E., Home Renovation, Van Nostrand Reinhold, New York, 1983, ISBN 0-442-21591-6

- Ching, Frank (Francis D.K.), Interior Design Illustrated, Van Nostrand Reinhold, New York 1987; 2nd ed. John Wiley, Hoboken 2005 (co-author Corky Binggell), ISBN 0-471-47376-6

- Ching, Frank (Francis D.K.), Sketches from Japan, Wiley, New York 2000, ISBN 0-471-36360-X

- Ching, Frank (Francis D.K.), A Visual Dictionary of Architecture, Van Nostrand Reinhold, New York 1995, ISBN 0-442-00904-6